# Martín Vidaurre
Martín Vidaurre Kossmann, né le 18 février 2000 à Santiago,  est un coureur cycliste chilien, spécialiste du VTT cross-country.

## Palmarès en VTT

### Jeux olympiques
- Tokyo 2020
  - 16e du cross-country

### Championnats du monde
- Val di Sole 2021
  -  Champion du monde du cross-country espoirs
- Les Gets 2022
  - 4e du cross-country espoirs
- Pal Arinsal 2024
  -  Médaillé d'argent du cross-country à assistance électrique

### Coupe du monde
- Coupe du monde de VTT cross-country espoirs
  - 2021 : 1er du classement général, vainqueur de deux manches
  - 2022 : 1er du classement général, vainqueur de huit manches

- Coupe du monde de VTT cross-country 
  - 2023 : 23e du classement général
  - 2024 : 17e du classement général

- Coupe du monde de VTT cross-country short track
  - 2023 : 22e du classement général
  - 2024 : 10e du classement général

### Championnats panaméricains
- Paipa 2017
  -  Champion panaméricain de cross-country juniors
- Pereira 2018
  -  Champion panaméricain de cross-country juniors
- Aguascalientes 2019
  -  Médaillé d'argent du cross-country espoirs
  -  Médaillé d'argent du relais mixte
- Salinas 2021
  -  Champion panaméricain de cross-country espoirs
  -  Médaillé d'argent du short-track
- San Fernando 2022
  -  Champion panaméricain de cross-country espoirs
  -  Médaillé de bronze du short-track
  -  Médaillé de bronze du relais mixte
- Congonhas 2023
  -  Médaillé d'argent du short-track

### Jeux panaméricains
- Lima 2019
  -  Médaillé de bronze de cross-country
- Santiago 2023
  -  Médaillé d'argent de cross-country

### Championnats nationaux
| - 2015 - Champion du Chili de cross-country eliminator - 2016 - Champion du Chili de cross-country eliminator - 2017 - Champion du Chili de cross-country juniors - 2019 - Champion du Chili de cross-country espoirs - 3e du championnat du Chili de cross-country marathon - 2021 - 2e du championnat du Chili de cross-country | - 2022 - Champion du Chili de cross-country - 2023 - Champion du Chili de cross-country short track - 2024 - Champion du Chili de cross-country - Champion du Chili de cross-country short track - 2025 - Champion du Chili de cross-country |  |

## Palmarès sur route
- 2023
  - Vuelta del Porvenir San Luis : 
    - Classement général
    - 5e étape